# Ataques contra el transporte marítimo durante la crisis del mar Rojo
Los ataques contra el transporte marítimo durante la crisis del mar Rojo por parte de los rebeldes hutíes, comenzaron inicialmente contra buques de carga afiliados a Israel que transitaban por el mar Rojo el 19 de noviembre de 2023. Para febrero de 2024, 40 buques habían sido atacados. Las compañías navieras internacionales, que solían navegar por el mar Rojo y el canal de Suez, se desplazaron para posicionar sus buques alrededor del cabo de Buena Esperanza, frente a la península del Cabo, Sudáfrica.
Entre noviembre y diciembre de 2023, el comercio mundial se redujo un 1,3 % debido a los ataques hutíes a buques comerciales en el mar Rojo. Para marzo de 2024, más de 2000 barcos habían desviado sus rutas del mar Rojo, haciendo sus viajes más costosos, desde el primer ataque hutí del noviembre anterior.
Inicialmente los hutíes aseguraron que atacaría cualquier buque vinculado a Israel, aunque posteriormente ampliaron sus ataques contra cualquier buque vinculado con más de una docena de países, declarados, en enero de 2024, como supuesta venganza por la agresión estadounidense-británica contra su país. El Mando Central de los Estados Unidos. respondió que los ataques hutíes no tenían nada que ver con el conflicto en Gaza y que habían disparado indiscriminadamente contra cualquier buque que transitara por el mar Rojo, atacando buques de más de 40 países. El 3 de mayo de 2024, Yahya Sarea, portavoz militar de las Fuerzas Armadas de Yemen, anunció en un discurso televisado: «Atacaremos cualquier buque que se dirija a puertos israelíes en el mar Mediterráneo en cualquier zona a la que podamos acceder».
El 5 de mayo de 2025, el presidente de Estados Unidos, Donald Trump, anunció el fin de los ataques estadounidenses contra los hutíes después de que estos acordaran cesar sus ataques contra los buques estadounidenses, tras un acuerdo negociado entre ambos países con la mediación de Omán. Sin embargo, los hutíes, advirtieron que continuaría sus ataques contra Israel mientras continúe la «agresión» contra la Franja de Gaza.

## Ataques contra el transporte marítimo

### Primera y segunda fases (noviembre a diciembre de 2023)

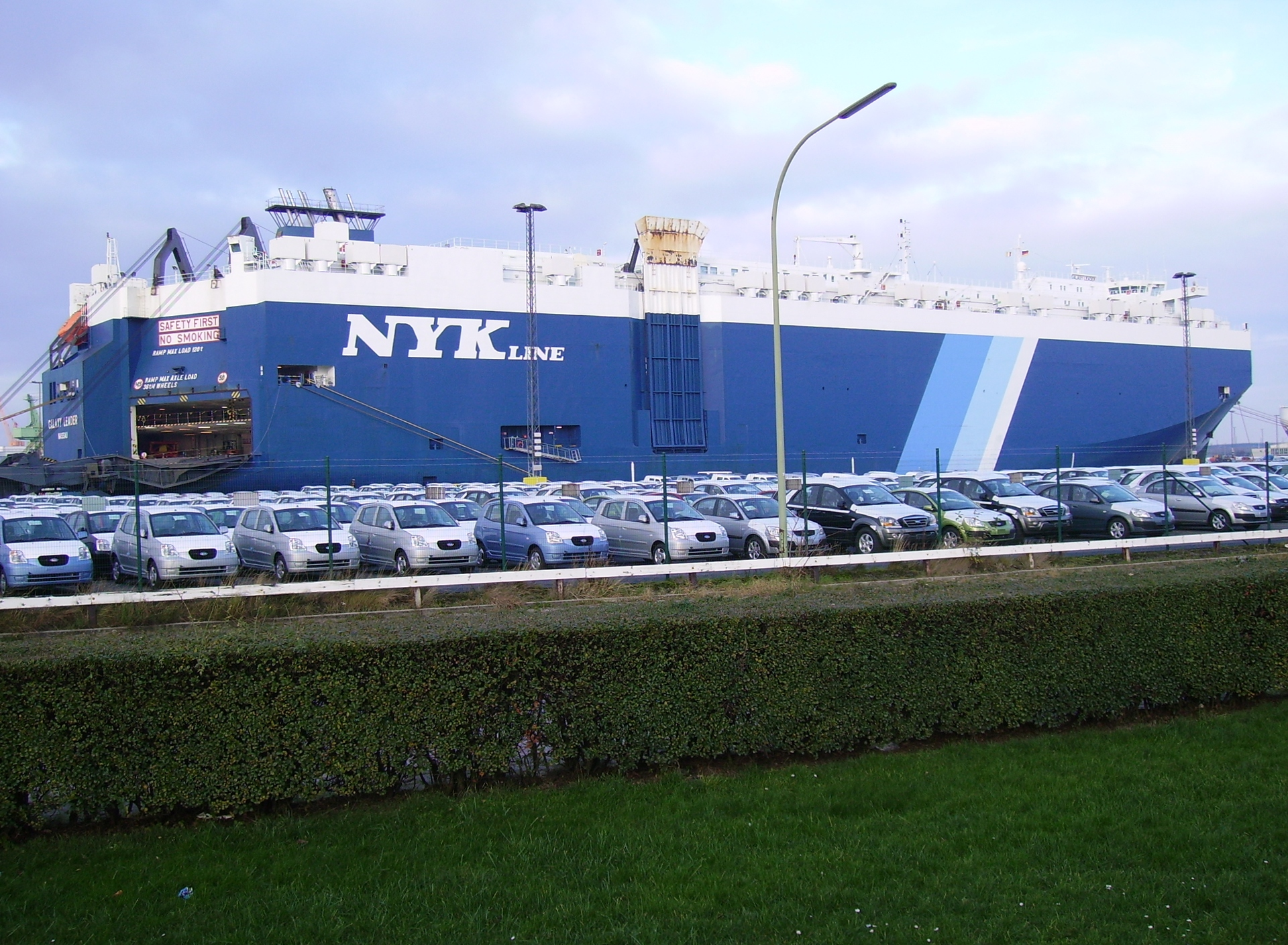
Galaxy Leader en Bremerhaven (2006). Fue secuestrado por los hutíes en noviembre de 2023.

El 19 de noviembre, los hutíes secuestraron el buque Galaxy Leader, con 25 personas a bordo. El transporte de vehículos vacío que se dirigía a la India fue abordado con un helicóptero Mil Mi-17. El incidente se produjo tras una declaración del portavoz hutí, Yahya Sarea, en el canal Telegram del grupo, declarando su intención de atacar barcos de propiedad de empresas israelíes, operados por ellas o que lleven bandera israelí. Según el propietario del barco, el barco fue trasladado al puerto yemení de Al Hudayda. Sarea también instó a los países a retirar a sus ciudadanos de las tripulaciones de dichos barcos. Anteriormente, el líder hutí Abdul-Malik al-Houthi había amenazado con nuevos ataques contra intereses israelíes, incluidos objetivos potenciales en el mar Rojo y el estrecho de Bab el-Mandeb. Su discurso enfatizó la capacidad del grupo para monitorear y atacar barcos israelíes en estas regiones.
El 24 de noviembre, un carguero propiedad del multimillonario israelí Idan Ofer fue atacado con un dron en el océano Índico. El ataque, presuntamente realizado con un dron Shahed-136 de fabricación iraní, no causó heridos entre la tripulación, aunque sí daños en el barco. Ese mismo día, Irán presuntamente atacó el CMA CGM Symi, un buque portacontenedores con bandera de Malta en el océano Índico. Un avión de combate de las FDI derribó un dron sobre el mar Rojo.
El 26 de noviembre de 2023, el MV con bandera de Liberia Central Park, un petrolero gestionado por Zodiac Maritime, fue incautado frente a las costas de Yemen, en el golfo de Adén. Llevaba un cargamento completo de ácido fosfórico con 22 tripulantes, entre ellos ciudadanos rusos, vietnamitas, búlgaros, indios, georgianos y filipinos. El destructor USS Mason, junto con un país socio en la operación multilateral antipiratería CTF 151, llevó a cabo una operación de visita, abordaje, búsqueda e incautación (VBSS) que facilitó la liberación del Central Park y capturó a los secuestradores del barco tras su intento de fuga. El ejército estadounidense informó que en las primeras horas de la mañana del día siguiente, dos misiles balísticos fueron disparados en dirección a Mason y Central Park desde territorio hutí en Yemen y terminaron en el Golfo de Adén. El barco no resultó ileso. Los cinco secuestradores, todos presuntos piratas somalíes, fueron detenidos por la Marina estadounidense.
El 3 de diciembre de 2023, el destructor USS Carney de la clase Arleigh Burke de la Armada de los Estados Unidos, supuestamente derribó tres drones de ataque lanzados desde Yemen que se acercaban al barco. Después de derribar los drones, el barco respondió a una llamada de socorro de tres barcos comerciales en la zona (el Unity Explorer, el Number 9 y el Sophie II) que estaban siendo atacados por misiles balísticos lanzados desde Yemen. Los hutíes se atribuyeron la responsabilidad de dos de los ataques. El portavoz militar hutí, general de brigada Yahya Sarea, afirmó que un buque mercante fue alcanzado por un misil y otro por un dron mientras se encontraban en el estrecho de Bab el-Mandeb, sin mencionar un buque de guerra. Una fuente del Pentágono dijo que los ataques a Carney no causaron heridos ni daños.

### Tercera fase (diciembre 2023 a mayo de 2024)
El 9 de diciembre de 2023, los hutíes prometieron atacar cualquier buque que se dirigiera a puertos israelíes, entrando así en la tercera fase de la crisis. Tras el anuncio, la frecuencia de los ataques en torno a Bab-el-Mandeb aumentó.
El 12 de diciembre de 2023, los hutíes lanzaron un ataque con misiles de crucero antibuque contra el buque comercial noruego Strinda, un petrolero y quimiquero operado por la compañía J. Ludwig Mowinckels Rederi, mientras se encontraba cerca de Bab-el-Mandeb. El Strinda se dirigía de Malasia a Italia (a través del Canal de Suez). El ataque provocó un incendio a bordo del barco; ningún miembro de la tripulación resultó herido. El barco transportaba un cargamento de aceite de palma. El Ministerio de las Fuerzas Armadas francesas y el Departamento de Defensa de los Estados Unidos informaron que el Languedoc derribó un dron que apuntaba al Strinda, y el USS Mason también prestó ayuda. El ataque hutí al Strinda fue una ampliación de su serie de ataques contra el transporte marítimo en el estrecho; Los hutíes comenzaron a atacar buques comerciales sin ningún vínculo discernible con Israel.
El 13 de diciembre de 2023, los rebeldes hutíes intentaron abordar el Ardmore Encounter, un petrolero comercial con bandera de las Islas Marshall procedente de Mangaluru, India y en ruta a Róterdam, Países Bajos o Gavle, Suecia, pero fracasaron, lo que provocó una llamada de socorro del barco. Luego atacaron al petrolero con misiles, que fallaron. El USS Mason respondió a la llamada de socorro del petrolero y derribó un UAV lanzado desde un área controlada por los hutíes. El Ardmore Encounter pudo continuar su viaje sin más incidentes.
El 14 de diciembre de 2023, un misil lanzado por los hutíes fue disparado contra el Maersk Gibraltar, aunque no alcanzó su objetivo.
El 15 de diciembre de 2023, el portavoz hutí, Yahya Sarea, se atribuyó la responsabilidad de los ataques a dos buques con bandera liberiana identificados como MSC Alanya y MSC Palatium III. Los hutíes dispararon misiles navales contra los barcos porque alegaban que viajaban hacia Israel. Además, se informó que el Al-Jasrah, de bandera liberiana y propiedad de Hapag Lloyd, se incendió después de ser alcanzado por un proyectil lanzado por los hutíes mientras navegaba por el estrecho de Bab el-Mandeb.
El 16 de diciembre de 2023, el destructor HMS Diamond de la Royal Navy derribó un dron sobre el Mar Rojo mientras apuntaba a un barco comercial.
El 18 de diciembre de 2023, los hutíes afirmaron haber lanzado ataques contra dos buques de carga en el mar Rojo, cerca del puerto de Mocha, dijo que su tanque de agua resultó dañado en el ataque y negó que tuviera vínculos con Israel.
El 23 de diciembre de 2023, los hutíes dispararon dos misiles balísticos antibuque hacia el sur del mar Rojo, pero ningún barco resultó alcanzado. El USS Laboon también derribó cuatro vehículos aéreos no tripulados que se dirigían hacia allí.
El 26 de diciembre de 2023, los hutíes dispararon varios misiles navales contra el MSC United VIII en el mar Rojo después de que rechazara tres llamadas de advertencia.  El buque informó de varias explosiones cerca, alertó a un buque de guerra cercano del grupo de trabajo de la coalición y realizó maniobras evasivas según sus instrucciones durante los ataques.
El buque portacontenedores Maersk Hangzhou, propiedad de AP Moller Singapore Pte. Ltd. Ltd. y en servicio con Maersk Line, fue atacado durante dos días a finales de diciembre. El 30 de diciembre, fue alcanzada por un misil terrestre, sufriendo daños limitados y sin víctimas. Al día siguiente, cuatro pequeñas cañoneras yemeníes intentaron atacar y abordar el barco. El propio equipo de seguridad Maersk Hangzhou los repelió. En respuesta a su llamada de socorro, se desplegaron helicópteros del USS Dwight D. Eisenhower y USS Gravely, que luego fueron atacados por los hutíes. Respondieron al fuego y hundieron tres de los barcos, matando a sus tripulaciones (diez militantes en total; el cuarto barco se retiró), provocando así las primeras víctimas conocidas de la crisis del Mar Rojo.
El 9 de enero, barcos de guerra estadounidenses y británicos repelieron un complejo ataque hutí que implicó el lanzamiento contra ellos de dieciocho drones y tres misiles de crucero.
El 11 de enero, los hutíes dispararon un misil balístico antibuque contra las rutas marítimas internacionales en el golfo de Adén, que cayó en el agua cerca de un buque comercial, sin causar daños ni heridos.
El 15 de enero, los hutíes atacaron el MV Gibraltar Eagle con un misil antibuque, causando un pequeño incendio a bordo. El ataque [simple] no causó heridos ni daños significativos. Otro misil disparado anteriormente falló en vuelo y se estrelló en Yemen.
El 16 de enero, Estados Unidos llevó a cabo nuevos ataques aéreos contra Yemen cuyo objetivo eran cuatro misiles antibuques que supuestamente los hutíes estaban preparando para atacar a barcos en la región.
El 18 de enero, los hutíes lanzaron dos misiles balísticos antibuque contra el MV Chem Ranger, que viajaba de Yeda (Arabia Saudita) a Kuwait. Los misiles cayeron en el agua cerca del barco mientras atravesaba el Golfo de Adén, y no se reportaron daños ni heridos. Sin embargo, una publicación de los hutíes en las redes sociales afirmó que lanzaron varios misiles navales contra el buque, lo que resultó en impactos directos.  Ese mismo día, los hutíes garantizaron que no atacarían barcos mercantes de China o de Rusia durante sus operaciones en el mar Rojo ya que el objetivo principal de sus ataques era el de «incrementar el coste de la guerra para Israel», para que detuviese así «la carnicería que está perpetrando en la Franja de Gaza».
El 22 de enero, los hutíes afirmaron que atacaron el buque de carga militar estadounidense MV Ocean Jazz, pero no indicaron el lugar del ataque ni si se causaron daños. Sin embargo, la afirmación fue rechazada por el Comando Central de las Fuerzas Navales de los Estados Unidos.
El 26 de enero, los hutíes lanzaron un misil antibuque contra el USS Carney, que lo derribó antes del impacto.
El 6 de febrero, los hutíes afirmaron que habían atacado con éxito un barco británico y otro estadounidense en el mar Rojo, a los que identificaron como Morning Tide y Star Nasia, respectivamente. Ninguno de los dos barcos sufrió daños importantes. Ambrey informó que un barco británico con bandera de Barbados sufrió daños menores en su puerto a 57 millas náuticas (106 km; 66 millas) de la costa de Hodeidah, y la UKMTO dijo que también recibió informes de que el costado de babor de un barco fue alcanzado por un proyectil al oeste de Hodeidah y se vio una pequeña embarcación cerca.  Al día siguiente, los hutíes lanzaron seis misiles antibuque contra barcos del mar Rojo y el golfo de Adén.
El 12 de febrero, los hutíes dispararon dos misiles contra el Star Iris mientras viajaba al sur del estrecho de Bab el-Mandeb, afirmando que se trataba de un buque estadounidense sin aportar pruebas. El ataque causó daños menores a la embarcación, pero no se reportaron heridos. El Star Iris venía de Brasil y se dirigía a Bandar Jomeiny, Irán. Pudo proceder a su siguiente puerto de escala sin más problemas.

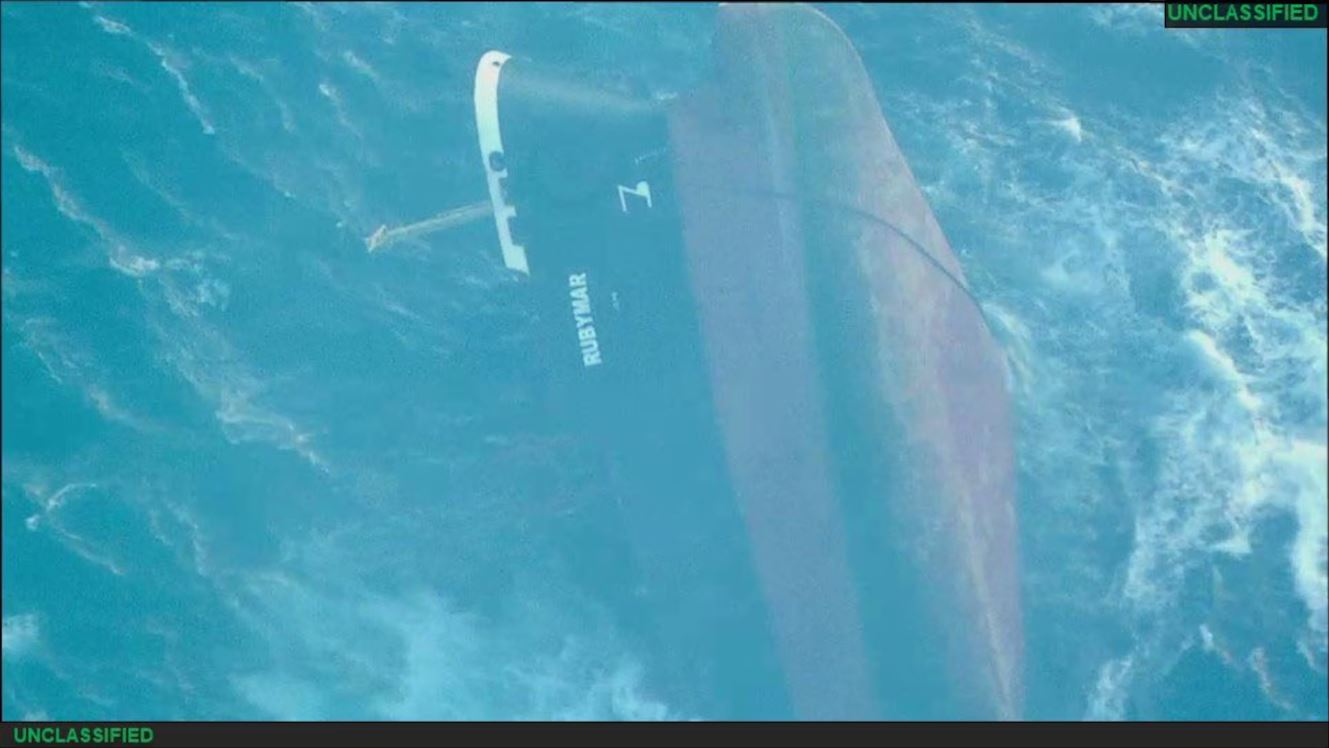
El MV Rubymar se hunde en el Mar Rojo el 2 de marzo de 2024.

El 19 de febrero, el portavoz militar hutí, Yahya Sarea, informó que el carguero británico Rubymar sufrió «daños catastróficos y se detuvo por completo» después de ser objetivo de ataque de los Hutíes. «Como resultado de los grandes daños que sufrió el barco, ahora corre el riesgo de hundirse en el Golfo de Adén. Durante la operación, nos aseguramos de que la tripulación del barco saliera sana y salva». El United Kingdom Maritime Trade Operations (UKMTO) confirmó el ataque y dijeron que tuvo lugar a unas 35 millas náuticas (65 kilómetros) al sur de al-Makha (Mocha) en Yemen. El gobierno británico dijo que el Rubymar estaba haciendo agua, que había sido abandonado y que la tripulación había sido llevada a un lugar seguro. Sarea añadió que las defensas aéreas, en la Gobernación de Al Hudayda habían derribado un dron estadounidense MQ-9 Reaper «mientras llevaba a cabo misiones hostiles contra nuestro país en nombre de [Israel]».
El 5 de marzo, los hutíes dañaron el buque contenedor M/V MSC SKY II con un misil antibuque; no se informó de heridos y el buque pudo seguir hacia su destino. Ese mismo día, los hutíes atacaron dos buques de guerra estadounidenses en el mar Rojo «con varios misiles navales y aviones no tripulados». El 6 de marzo, los hutíes atacaron con un misil antibuque al granelero M/V True Confidence, con pabellón de Barbados, lo que provocó un incendio y obligó a la tripulación a abandonar el buque. Tres miembros de la tripulación murieron y otros cuatro sufrieron quemaduras graves por el fuego.
El 8 de marzo, los hutíes lanzaron un gran ataque contra buques de guerra y buques comerciales estadounidenses, disparando dos misiles antibuque contra el granelero MV Propel Fortune, de bandera de Singapur, y 37 drones contra buques de guerra estadounidenses.  Un buque de guerra francés y aviones de combate derribaron cuatro drones que se acercaban a buques pertenecientes a la Operación Áspides; la fragata danesa Iver Huitfeldt derribó otros cuatro; y la Marina de los Estados Unidos interceptó otros 15.
El 14 de marzo, se desmintieron los informes de que los misiles habían impactado en el Pacific 01, con bandera de Panamá, en el Golfo de Adén. Al día siguiente, los hutíes amenazaron con ampliar los ataques para incluir a los buques vinculados a Israel que pasaban por el Océano Índico hacia el Cabo de Buena Esperanza. 
El 19 de marzo, los rebeldes hutíes atacaron con misiles varios objetivos en la ciudad de Eilat, situada en el sur de Israel, así como contra el buque estadounidense Mado que navegaba en el mar Rojo. Según el portavoz de los hutíes, Yahya Sarea, estos ataques responden a la «opresión del pueblo palestino y a la agresión británico-estadounidense» contra Yemen.
El 24 de abril, los rebeldes hutíes reclamaron una serie de ataques contra varios objetivos: contra el barco estadounidense Maersk Yorktown, que según afirmaron resultó alcanzado, contra un destructor de la Armada de Estados Unidos y contra el buque israelí MSC Veracruz que navegaba por el océano Índico. El 27 de abril, un nuevo ataque de los hutíes impactó en el Andromeda Star, con bandera panameña y registrado en las Seychelles. El 30 de abril los hutíes atacaron con vehículos aéreos no tripulados (VANT) el buque portacontenedores MSC Orion en el océano Índico. El barco es propiedad de Zodiac Maritime del multimillonario israelí Eyal Ofer.

### Cuarta fase (mayo a julio de 2024)
A principios de mayo de 2024, en lo que describió como la «cuarta fase» de los ataques, el líder hutí Abdul-Malik al-Houthi prometió atacar los barcos de cualquier empresa relacionada con Israel o que transporte mercancías para Israel en respuesta a la ofensiva israelí de Rafah en el sur de Gaza.
El 9 de mayo, los hutíes se atribuyeron la responsabilidad de los ataques a tres portacontenedores de bandera panameña. En el primer ataque, se reportaron dos explosiones cerca de un buque en la mañana del 7 de mayo. Los hutíes afirmaron que las explosiones fueron ataques con misiles contra los buques MSC Gina y MSC Diego. También reivindicaron un ataque contra el MSC Vittoria en el océano Índico, aunque ninguna autoridad lo reconoció.
El 18 de mayo, el petrolero MT Wind, de propiedad griega y bandera panameña, fue alcanzado por un misil frente a la costa de Mokha. El 24 de mayo, los hutíes afirmaron haber atacado al granelero Yannis en el mar Rojo, al metanero Essex en el mar Mediterráneo y al MSC Alexandra en el mar Arábigo. El Mando Central de los Estados Unidos declaró que los hutíes dispararon dos misiles balísticos antibuque, pero no se reportaron heridos ni daños, mientras que Zodiac Maritime, la administradora del Essex, declaró que no encontró indicios de haber sido alcanzado. El granelero Laax, de propiedad griega y bandera de las Islas Marshall, fue alcanzado por los hutíes el 28 de mayo. El grupo también afirmó haber atacado los buques Morea y Sealady en el mar Rojo, Alba y Maersk Hartford en el mar Arábigo y Minerva Antonia en el mar Mediterráneo. Sin embargo, Maersk Line, propietaria del Maersk Hartford, negó cualquier ataque contra el buque.
El 1 de junio, los hutíes atacaron el petrolero Abliani, con bandera maltesa, en el mar Rojo; el carguero Maina, también con bandera maltesa, una vez en el mar Rojo y luego en el mar Arábigo; y el metanero Al Oraiq, con bandera de las Islas Marshall, en el océano Índico el 1 de junio. El Mando Central de Estados Unidos declaró que no se reportaron víctimas ni daños.
El 5 de junio, los hutíes afirmaron que habían atacado con misiles y drones los graneleros Roza y Vantage Dream, con bandera liberiana, en el mar Rojo, acusando a ambos buques de entrar en puertos israelíes. También reivindicaron un ataque con drones contra el buque Maersk Seletar, con bandera estadounidense, en el mar Arábigo. Sin embargo, su responsable de relaciones con los medios negó que el buque hubiera sido atacado. Ninguna de las afirmaciones hutíes coincidió con los informes de las agencias de seguridad marítima; solo las Operaciones Comerciales Marítimas del Reino Unido informaron de una explosión cerca del Maersk Seletar en el mar Rojo unos días antes.
Un ataque hutí con lanchas explosivas teledirigidas contra el Tutor, un barco de propiedad griega que llevaba un cargamento de carbón provocó un grave incendio a bordo y la evacuación de toda su tripulación, por lo que el carguero quedó abandonado y a la deriva en el mar Rojo, a unas 76 millas al suroeste del puerto yemení de al Hudayda. El Tutor se hundió el 19 de junio, convirtiéndose en el segundo barco hundido por los ataques hutíes después del MV Rubymar. Uno de sus tripulantes, de origen filipino, fue dado por desaparecido. Un nuevo ataque, en este caso el 23 de junio, produjo serias averías en un barco al sudeste de Nishtun, en Yemen, y le causó una vía de agua que no pudo ser contenida. La tripulación se vio obligada a abandonar el barco. Los ataques de la coalición internacional contra los hutíes aumentaron notablemente en junio con respecto al mes anterior, pasando de 15 ataques registrados en mayo a 26 en junio, mes en el que causaron dos muertos y nueve heridos. Por su parte, los hutíes lanzaron 37 ataques en junio, de los que seis impactaron con éxito en sus objetivos.

### Quinta fase (julio de 2024 a 6 de mayo de 2025)
El 11 de julio, los hutíes lanzaron un misil antibuque de fabricación iraní contra un petrolero de bandera noruega llamado Strinda, que inmediatamente comenzó a arder. El 19 de julio el ataque de un dron lanzado por los rebeldes hutíes de Yemen contra la ciudad israelí de Tel Aviv causó la muerte de una persona y heridas a otras siete. El dron no llegó a activar ninguna alerta aérea. El portavoz de los hutíes, Yahya Sarea, afirmó en su canal de Telegram que habían ejecutado una «operación de calidad» contra Tel Aviv. Un día después aviones israelíes bombardearon el puerto yemení de Al Hudayda. Según informó un portavoz de los hutíes aviones israelíes habían bombardeado depósitos de petróleo, el puerto, así como la central eléctrica, y que al menos tres personas habían muerto y otras 87 resultado heridas —la mayoría con quemaduras graves—. El portavoz de los hutíes definió el ataque como «Una brutal agresión israelí contra Yemen que tuvo como blanco instalaciones civiles, depósitos de petróleo y la central eléctrica en Hodeida». Los hutíes declararon que su ataque con drones a Tel Aviv era el comienzo de la quinta fase de sus ataques.
El carguero de bandera liberiana Groton fue alcanzado por un misil el 3 de agosto mientras navegaba al este de Adén, pero no sufrió daños y se informó que todos los miembros de la tripulación estaban a salvo. Los hutíes afirmaron que habían atacado el buque con misiles balísticos.
El 7 de agosto, los hutíes atacaron el buque portacontenedores de bandera liberiana Contship Ono mientras navegaba por el mar Rojo, tras haberlo atacado con vehículos aéreos no tripulados y misiles balísticos. Sin embargo, su armador, Contships Management, negó dicha afirmación y por el contrario dijo que tanto el buque como su tripulación se encontraban a salvo.
El petrolero Delta Blue, con bandera liberiana, fue atacado dos veces por hutíes cerca de Moca el 8 de agosto. Milicianos a bordo de dos embarcaciones dispararon primero una granada propulsada por cohete y luego un misil contra el buque. Ambos proyectiles explotaron cerca del agua, pero sin dañar el barco. Al día siguiente, fue nuevamente atacado en este caso por un USV, que fue destruido por su equipo de seguridad antes de que pudiera impactar contra el buque. Posteriormente, otro misil apuntó al buque, pero impactó en las aguas cercanas. Tanto el buque como su tripulación resultaron ilesos tras los ataques.
Dos buques fueron atacados en el mar Rojo el 13 de agosto. El primero fue el petrolero Delta Atlantica, de bandera liberiana, que reportó dos explosiones en sus inmediaciones antes de ser atacado por otra explosión después de que una pequeña embarcación le lanzara luces. El buque fue atacado de nuevo unas horas después, siendo atacado por un USV que impactó contra el buque, pero no detonó, y fue destruido por sus guardias de seguridad. El segundo buque atacado fue el petrolero On Phoenix, de bandera panameña, que reportó una explosión en las inmediaciones. Tanto los buques como su tripulación se encontraban a salvo.
El 21 de agosto, el petrolero Sounion, de bandera griega, fue atacado en múltiples ocasiones al oeste de Al Hudayda. Primero por dos embarcaciones y recibió el impacto de múltiples proyectiles, produciéndose un breve tiroteo. Posteriormente, se produjo otro ataque que provocó un incendio y la pérdida de potencia del motor. Sin embargo, la tripulación se encontraba a salvo y fue rescatada al día siguiente por un destructor francés que formaba parte de la Operación Aspides. Los hutíes se responsabilizaron del ataque,  más tarde ese mismo día, volvieron a atacar el barco y publicaron un video donde supuestamente se les veía prendiendo fuego al barco. El Departamento de Defensa de Estados Unidos declaró el 28 de agosto que el barco seguía en llamas y que probablemente había comenzado a derramar petróleo, mientras que quienes intentaron rescatarlo se vieron impedidos de hacerlo debido a la amenaza de los hutíes de atacarlos. Sin embargo, la misión Operación Aspides negó que hubiera alguna fuga de petróleo. La oficina del Representante Permanente de Irán ante las Naciones Unidas declaró más tarde que el grupo había acordado permitir que los equipos de salvamento rescataran el petrolero. Los hutíes publicaron al día siguiente un vídeo en el que se les ve haciendo estallar bombas en el petrolero. El petrolero fue remolcado con éxito a una zona segura sin ningún derrame de petróleo el 16 de septiembre y finalmente rescatado el 10 de enero de 2025.
El 26 de agosto, la UKMTO afirmó que un barco comercial informó que se le acercó una pequeña embarcación con hombres y una escalera a bordo mientras navegaba hacia el sureste de Adén, pero que dio marcha atrás después de que el equipo de seguridad del barco se lo impidiera. Otro barco que navegaba al sureste de Moca informó más tarde que había visto un USV y dos pequeñas embarcaciones sin que nadie se le acercara.
El 30 de agosto, dos misiles explotaron cerca del carguero Groton, que navegaba al este de Adén; se informó que tanto el barco como su tripulación estaban a salvo. Los hutíes asumieron la responsabilidad del ataque y declararon que lo habían llevado a cabo utilizando misiles, fuerzas navales y vehículos aéreos no tripulados.
El 2 de septiembre, los hutíes atacaron el petrolero de bandera panameña Blue Lagoon I, al noroeste de As-Salif. Mientras tanto, el Centro Conjunto de Información Marítima afirmó que el buque fue alcanzado por dos misiles balísticos y que un tercero explotó cerca; se informó que la tripulación se encontraba a salvo. Ambrey informó más tarde ese mismo día que un segundo barco fue alcanzado por un UAV. El Mando Central de los Estados Unidos lo identificó como el petrolero de bandera saudí Amjad, y agregó que no hubo víctimas ni daños. Sin embargo, la empresa de gestión del barco Bahri, propietaria del Amjad, negó que hubiera sido el objetivo.
El 1 de octubre, los hutíes atacaron al petrolero británico «Cordelia Moon», de bandera panameña, al noroeste de Al Hudayda. El buque «fue alcanzado con ocho misiles balísticos y de crucero, un avión no tripulado, y un buque no tripulado, lo que resultó en graves daños a la nave». El otro buque atacado fue el portacontenedores «Marathopolis», con bandera de Malta, el buque fue atacado en el océano Índico con un misil de crucero, y luego,  fue atacado de nuevo en el mar Arábigo, al noreste del archipiélago yemení de Socotra, «con un avión no tripulado que lo alcanzó directamente». Ambos buques resultaron dañados.
El 10 de octubre, el buque cisterna para productos químicos Olympic Spirit, de bandera liberiana, fue atacado por los hutíes cerca de Al Hudaydah. El buque fue alcanzado primero por un proyectil y luego dos proyectiles cayeron en el agua cerca de él. El barco sufrió daños menores, pero no se informó de incendios ni víctimas. Los hutíes afirmaron que habían atacado el buque con once misiles balísticos y dos drones.
El 18 de octubre, los hutíes afirmaron que habían atacado con drones el buque portacontenedores Megalopolis, con bandera maltesa, en el mar Arábigo. Sin embargo, ninguna agencia de seguridad marítima informó de ningún incidente relacionado con el buque.
El 29 de octubre, los hutíes atacaron el granelero liberiano Motaro, al sur de Moca, pero este logró escapar ileso tras tres explosiones en sus inmediaciones. El grupo también atacó otros dos buques con bandera liberiana, el SC Montreal y el Maersk Kowloon, pero los ataques no pudieron confirmarse de forma independiente. El 19 de noviembre, los hutíes atacaron el carguero seco Anadolu S, con bandera panameña y gestionado por una empresa turca, dos misiles impactaron cerca de él. El grupo afirmó que habían alcanzado el buque con éxito mediante misiles balísticos y navales.

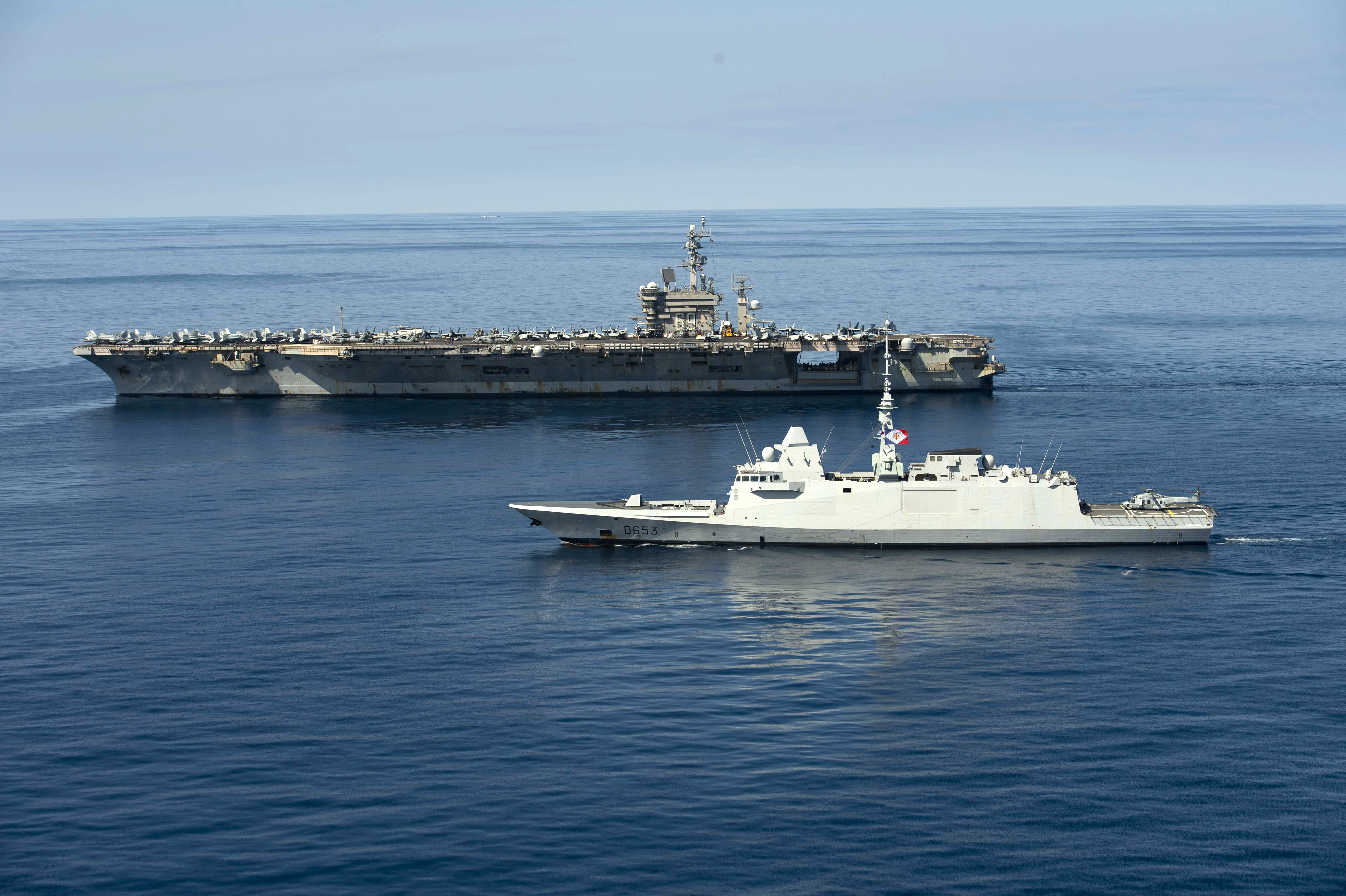
La fragata francesa FS Languedoc (primer plano) navegando por el Mediterráneo junto con el portaaviones estadounidense USS Dwight D. Eisenhower

La tripulación del carguero panameño ISA Star fue evacuada por la fragata francesa FS Languedoc, que operaba en el marco de la Operación Aspides, el 5 de diciembre, tras sufrir daños y comenzar a derramar petróleo al noroeste de Al Hudaydah. Las autoridades marítimas de Yibuti afirmaron que el buque fue atacado, pero ninguna agencia marítima occidental lo confirmó; la mayoría afirmó que sufrió un problema interno. Los hutíes tampoco reivindicaron ningún ataque. El 27 de diciembre, el grupo atacó «con éxito» el portacontenedores Santa Ursula, de bandera danesa, con drones mientras navegaba al este de Socotra por el mar Arábigo. Sin embargo, su armador, Maersk, negó que el buque fuera el objetivo.
El 19 de enero de 2025, los hutíes anunciaron que, debido al acuerdo de alto el fuego entre Israel y Hamás, detendrían los ataques contra los barcos que navegan por el corredor del mar Rojo, con la excepción de los barcos israelíes, y que dejarían de atacarlos una vez que se implementaran todas las etapas de la tregua. También dijeron que atacarían los barcos de otros Estados en caso de cualquier ataque contra ellos. Barcos comerciales asociados con los Estados Unidos y el Reino Unido comenzaron a regresar al mar Rojo a finales de enero de 2025 después de que los hutíes anunciaran un cese parcial de sus ataques a los barcos comerciales tras el alto el fuego en Gaza.
El 12 de marzo, Yahya Sarea anunció que los hutíes reanudaran sus ataques contra los buques israelíes hasta que se restablezca la entrada de ayuda humanitaria a Gaza y se abran todos los cruces fronterizos de la franja: «Confirmamos el restablecimiento de la prohibición de que todos los buques israelíes crucen los mares Rojo y Arábigo, el estrecho de Bab el-Mandeb y el golfo de Adén».

### Sexta fase (6 de julio de 2025-presente)
El 6 de julio, el granelero Magic Seas, de bandera liberiana, fue atacado por varios buques pequeños y cuatro USV cerca del puerto de Al Hudayda. Los buques abrieron fuego con armas pequeñas y granadas autopropulsadas, lo que provocó un incendio a bordo que obligó a la tripulación a abandonar el barco. Aunque inicialmente ningún grupo se atribuyó la responsabilidad del ataque, Ambrey, una empresa privada de seguridad marítima británica, afirmó que el incidente coincidía con el patrón de ataques hutíes anteriores. Al día siguiente el portavoz militar de los hutíes, Yahya Sarea, aseguró que atacaron el mencionado buque, al «pertenecer a una empresa que ha violado la prohibición de entrada a los puertos de la Palestina ocupada» y que se lanzaron tres drones, cinco misiles balísticos y de crucero, y dos embarcaciones no tripuladas, provocando el hundimiento del barco. Este fue el primer ataque del grupo a un buque comercial desde noviembre de 2024. Los hutíes dijeron que el barco se hundió después del ataque y más tarde publicaron un video que supuestamente mostraba a combatientes abordando el barco antes de detonar explosivos en él, provocando su hundimiento.
El 7 de julio, otro granelero con bandera liberiana y propiedad griega llamado Eternity C fue atacado con vehículos aéreos no tripulados y por varios disparos de RPG lanzados por cuatro lanchas rápidas a 49 millas náuticas (90,7 km) al suroeste de Al Hudaydah mientras navegaba en dirección norte hacia el Canal de Suez. Los vehículos aéreos no tripulados impactaron en el puente del buque, matado a cuatro tripulantes y al menos dos resultaron heridos. El propio barco quedó a la deriva en el mar, y sus telecomunicaciones también se vieron afectadas. El buque fue atacado de nuevo por un dron el 8 de julio y se hundió a la mañana siguiente. Seis tripulantes fueron rescatados, mientras que quince permanecieron desaparecidos, y se cree que algunos fueron capturados por combatientes hutíes. Los hutíes publicaron un video que, según afirmaron, mostraba su ataque al Eternity C. Incluía el sonido de la llamada de las fuerzas navales yemeníes a la tripulación para que evacuara el barco y lo rescatara, y mostraba explosiones en el barco antes de hundirse.
El 27 de julio, los rebeldes hutíes de Yemen anunciaron una nueva fase de su ofensiva contra la navegación internacional con la declaración de una campaña de ataques generalizado contra aquellas compañías «que opere con los puertos del enemigo israelí, independientemente de su nacionalidad, y en cualquier lugar dentro del alcance de nuestras fuerzas armadas».

## Alto el fuego

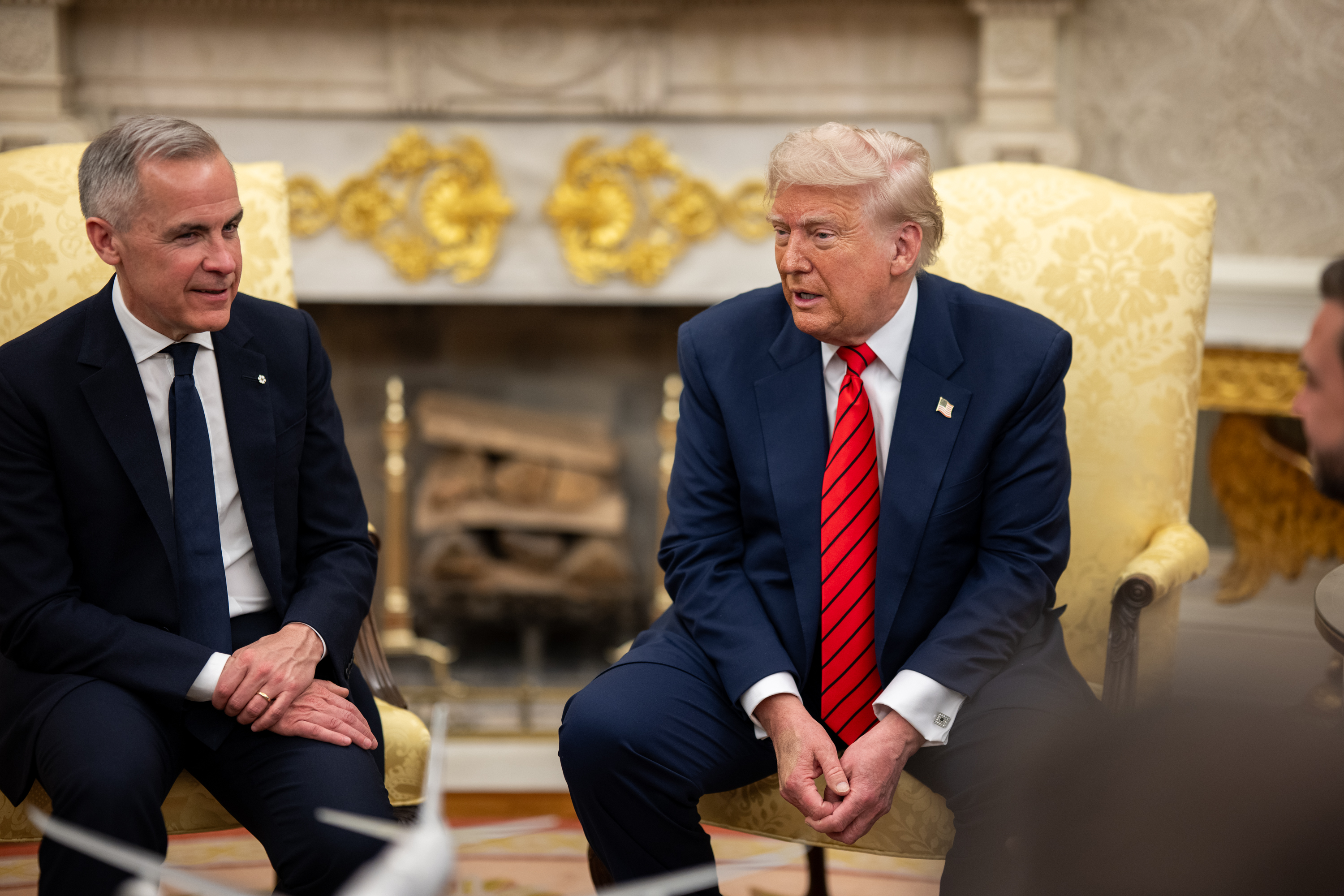
Trump anunció el alto el fuego durante una reunión con el primer ministro canadiense, Mark Carney, en la Oficina Oval, el 6 de mayo de 2025.

El 6 de mayo de 2025, el presidente estadounidense Donald Trump anunció el fin de los ataques contra Yemen, afirmando que habían terminado «con efecto inmediato», como resultado de un acuerdo de alto el fuego entre Estados Unidos y los hutíes, negociado con la mediación de Omán. Los hutíes acordaron detener los ataques contra los buques estadounidenses en el mar Rojo, pero enfatizaron que el alto el fuego no se aplica «de ninguna manera, forma o condición» a Israel. Aunque Trump presentó la tregua como una señal de que los hutíes habían «capitulado» y «no querían pelear más», los hutíes afirmaron que en realidad fue Estados Unidos el que «dio marcha atrás». Según funcionarios israelíes, Israel no recibió «aviso previo» del acuerdo entre Estados Unidos y los hutíes. Los medios israelíes describieron el alto el fuego como «una pésima noticia para Israel» y «doblemente sorprendente».
Algunas de las razones por las que Estados Unidos habría finalizado su campaña de ataques aéreos contra objetivos hutíes en Yemen, serían la incapacidad estadounidense de asegurar la superioridad aérea sobre Yemen y el mar Rojo, los costos operativos de más de 1000 millones de dólares que la operación había tenido en apenas un solo mes, sin incluir los F/A-18 y drones perdidos durante los combates, la disminución de los arsenales de armas avanzadas, incluidos los misiles de precisión standoff, lo que habría dejado a Estados Unidos en una evidente inferioridad ante una eventual guerra contra China y, sobre todo, la posibilidad muy real de que se produjeran bajas estadounidenses.
A comienzos de junio, The New York Times reveló que, pese al acuerdo con Trump, el tráfico marítimo por el mar Rojo seguía siendo en torno a un 60 % menor que antes de la guerra, y que la influencia de los hutíes en el comercio internacional seguía siendo muy relevante.